# Grzmiączka (osada)
Grzmiączka – osada w Polsce, położona w województwie zachodniopomorskim, w powiecie szczecineckim, w gminie Grzmiąca.